# Stefan Gödde

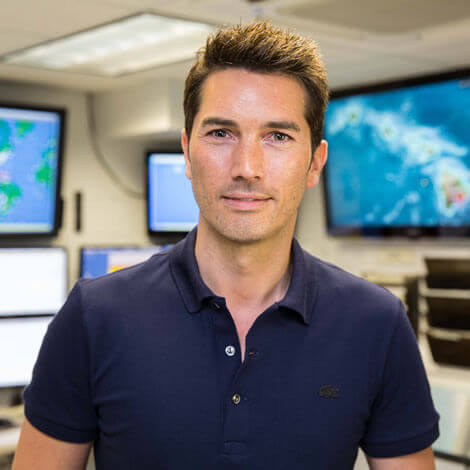
Stefan Gödde im Pacific Tsunami Warning Center auf Oahu, Hawaii (2014)

Stefan Peter Gödde (* 12. Dezember 1975 in Paderborn) ist ein deutscher Fernsehmoderator, Journalist und Buchautor.

## Leben
Gödde wuchs in Rüthen (Kreis Soest) auf. Dort besuchte er das Friedrich-Spee-Gymnasium und absolvierte seinen Zivildienst. Nach seinem Abitur (1995) studierte er Germanistik und Anglistik an der Universität Paderborn und der Aston University in Birmingham. Sein Erstes Staatsexamen auf Lehramt der Sekundarstufen I und II absolvierte er im Dezember 2001. Parallel zu seinem Studium arbeitete Gödde als Moderator bei Hellweg Radio, einem Lokalradio im Kreis Soest (1996–2001). Er hospitierte in der Redaktion von RTL Extra (2000) und war freier Mitarbeiter bei Sabine Christiansen (ARD 2002).

## Fernsehkarriere
Seit 2002 ist Gödde als Moderator verschiedener Fernsehshows und -sendungen tätig. Neben einigen Unterhaltungsshows (The Voice of Germany/Staffel 1, The next Uri Geller – Unglaubliche Phänomene Live, Stars auf Eis) ist er vor allem als Moderator von Magazinsendungen und Fernsehdokumentationen bekannt.
Seine Fernsehkarriere startete im August 2002 als Nachfolger von Dominik Bachmair bei der Moderation des Wirtschaftsmagazins BIZZ auf ProSieben. Anschließend moderierte er zusammen mit Annemarie Carpendale von 2005 bis 2009 das Boulevardmagazin taff. Seit März 2009 präsentiert er – im wöchentlichen Wechsel mit Aiman Abdallah – das ProSieben-Wissensmagazin Galileo. Besondere Beachtung fanden seine Reportagen aus Tschernobyl und Nordkorea.

## Auszeichnungen
Für The Voice of Germany erhielt Stefan Gödde im Jahr 2012 die Goldene Kamera in der Kategorie „Beste Unterhaltung“. Im selben Jahr wurde er auch mit dem Deutschen Fernsehpreis für The Voice of Germany ausgezeichnet in der Kategorie „Beste Unterhaltung Show“. 2017 erhielt er erneut den Deutschen Fernsehpreis, diesmal für Galileo in der Kategorie „Bestes Infotainment“.

## Publikationen
- Extrem: Unser Körper am Limit. Carl Hanser Verlag, München 2012, ISBN 978-3446432079
- Nice to meet you, Jerusalem: Auf Entdeckungstour ins Herz der Stadt. Polyglott, München 2019, ISBN 978-3846407530
- Nice to meet you, Rom!: Auf Entdeckungstour ins Herz der Stadt. Polyglott, München 2022, ISBN 978-3846408278

## Charity
Die Autorenhonorare eigener Publikationen spendet Gödde an das karitative Projekt „Ich trage Deinen Namen in der Heiligen Nacht nach Bethlehem“ der deutschsprachigen Benediktiner-Abtei Dormitio auf dem Zionsberg in Jerusalem.
Für das Kinderhilfswerk World Vision International ist er als Botschafter aktiv. Außerdem ist er Botschafter des Naturparks Arnsberger Wald. Am Friedrich-Spee-Gymnasium Rüthen hat er die Schul-Patenschaft für das Projekt Schule ohne Rassismus – Schule mit Courage übernommen. Außerdem ist er „Lach-Botschafter“ des Charity-Events „Bad Kreuznach lacht“.

## Trivia
Stefan Gödde wurde zweimal (2004/2005) Wok-Weltmeister bei Stefan Raabs Wok-WM.

## Film und Fernsehen

### Fernsehproduktionen
Fortlaufend moderierte Sendungen
- seit 2009: Galileo (im Wechsel mit Aiman Abdallah)
- seit 2010: GREEN SEVEN REPORT[12]
- seit 2011: Galileo Spezial
- seit 2016: INSIDE MIT STEFAN GÖDDE[13]

Ehemalig/Einmalig moderierte Sendungen
- 2002–2005: BIZZ
- 2005–2009: taff
- 2006: Stars auf Eis (Staffel 1)
- 2008–2009: The next Uri Geller – Unglaubliche Phänomene Live
- 2008: Uri Geller Live: Ufos und Aliens – Das unglaubliche TV-Experiment
- 2009 Co-Moderation DAS GROSSE KIPP-ROLL-FALL-SPEKTAKEL[14]
- 2010: Crazy Competition
- 2011: Galileo Spezial (Thema: Nuklearkatastrophe von Tschernobyl)
- 2011–2012: The Voice of Germany (Staffel 1)
- 2013 Der unglaubliche Mr. Goodwin[15]
- 2014: Was weiß ich?! – Die vielleicht schnellste Quizshow im deutschen Fernsehen[16]
- 2019, 2021: Joko & Klaas gegen ProSieben

### Auftritte in Filmen
- 2013: Fack ju Göhte